# Neocompsa tucumana
Neocompsa tucumana là một loài bọ cánh cứng trong họ Cerambycidae.